# زمین‌لرزه ۱۹۷۷ ترکیه
زمین‌لرزه ترکیه  در تاریخ ۲۵ مارس ۱۹۷۷ میلادی، برابر با ‎۵ فروردین ۱۳۵۶، ساعت ۲:۳۹:۵۸ به زمان یوتی‌سی در ترکیه رخ داد. ژرفای این زلزله ۱۷٫۴ کیلومتر بود، و بزرگی آن ۵٫۳ در مقیاس Mw اعلام شده‌است. زمین‌لرزه به وقت محلی در روز جمعه، ساعت ۴ روی داده و منطقه زمانی آن یوتی‌سی +۲ بوده‌است (با لحاظ تغییر ساعت تابستانی).
سازمان زمین‌شناسی آمریکا نیز رومرکز این زمین‌لرزه را در مختصات ۳۸°۳۳′۴۳″شمالی ۴۰°۰۱′۲۶″شرقی / ۳۸٫۵۶۲°شمالی ۴۰٫۰۲۴°شرقی و ژرفای آن را در ۲۱ کیلومتر گزارش کرده‌است. بزرگی برگزیدهٔ این سازمان از میان بزرگیهای محاسبه‌شدهٔ مختلف ۵٫۲ در مقیاس بوده و از دید اثر، در میان چهار دسته‌بندی «نامحسوس»، «محسوس»، «زیان‌آور» یا «با تلفات»، زلزله را «با تلفات» اعلام کرده‌است.
پروژهٔ «تنسور گشتاور مرکزوار» زاویه‌های (راستا، شیب، ریک) گسل سازندهٔ زمین‌لرزه و صفحه عمود بر آن را (°۵۵، °۷۷، °۱) یا (°۳۲۴، °۸۹، °۱۶۷) و نوع گسل را «امتدادلغز» فرارسانده‌است.
شمار کشتگان زلزله حدود ۳۰ نفر بوده‌است.